# Klaus Schulze
Klaus Schulze (Berlin, 1947. augusztus 4. – 2022. április 26.) német zenész, a Tangerine Dream alapítója és a kortárs elektronikus zene egyik meghatározó alakja.

## Életpályája
Karrierje a Tangerine Dream zenekarban kezdődött, ahol dobosként tevékenykedett az Electronic Meditation albumon. A Tangerine Dream-en kívül az Ash Ra Tempel és The Cosmic Jokers együttesekben is játszott. A Tangerine Dream előtt egy Psy Free nevű zenekar tagja is volt. Schulze első önálló albumát 1972-ben adta ki. Karrierje alatt több mint 60 lemezt jelentetett meg.
Klaus Schulze "Richard Wahnfried" művésznéven is tevékenykedik. 1979-től 1993-ig több albumot is megjelentetett e név alatt. A Richard Wahnfried név alatt Schulze kommerszebb műfajokban ad ki lemezeket (pl. rock, techno, disco, trance). A művésznév Schulze Richard Wagner iránti tiszteletére utal: a Richard név Wagner keresztneve, míg a Wahnfried annak a villának a neve, amelyben Wagnert eltemették. A Richard Wahnfried név később egyszerűen csak Wahnfried-re módosult.
A Richard Wahnfried Schulze egyetlen álneve, habár az 1998-as "A Tribute to Klaus Schulze" lemezen saját maga is közreműködött egy dalhoz, "Schulzendorfer Groove Orchester" művésznéven.

## Diszkográfia

### Szólóalbumok
| - Irrlicht (1972) - Cyborg (1973) - Blackdance (1974) - Picture Music (1975) - Timewind (1975) - Moondawn (1976) - Body Love (Soundtrack) (1977) - Mirage (1977) - Body Love Vol. 2 (1977) - X (1978) - Dune (1979) - … Live … (Live) (1980) - Dig It (1980) - Trancefer (1981) - Audentity (1983) - Dziekuje Poland (live) (1983) - Angst (1984, filmzene) - Inter*Face (1985) - Dreams (1986) - En=Trance (1988) - Miditerranean Pads (1990) - The Dresden Performance (Live) (1990) - Beyond Recall (1991) - Royal Festival Hall Vol. 1 & Vol. 2 (Live) (1992) - The Dome Event (Live) (1993) - Le Moulin de Daudet (1994, filmzene) - Goes Classic (1994) | - Totentag (1994, opera) - Das Wagner Desaster – Live – (Live) (1994) - In Blue (1995) - Are You Sequenced? (1996) - Dosburg Online (1997) - Live @ KlangArt 1 (Live) (2001) - Live @ KlangArt 2 (Live) (2001) - Andromeda (Promo-CD) (2003) - Ion (Promo-CD) (2004) - Moonlake (2005) - Kontinuum (2007) - Farscape (2008, Lisa Gerrard-dal) - Rheingold (2008, Lisa Gerrard-dal) - Dziekuje Bardzo (2009, Lisa Gerrard-dal) - La Vie Electronique 1–4 (2009) - La Vie Electronique 5–8 (2010) - Big in Japan (Live) (2010) - La Vie Electronique 9–10 (2011) - La Vie Electronique 11–12 (2012) - Shadowlands (2013) - La Vie Electronique 13 (2013) - Big in Europe – Vol. 1 Warsaw (2013, Lisa Gerrard-dal) - La Vie Electronique 14–15 (2014) - Stars are Burning (2014) - Big in Europe – Vol. 2 Amsterdam (2014, Lisa Gerrard-dal) - La Vie Electronique 16 (2015) - Eternal – The 70th Birthday Edition (2017) - Silhouettes (2018) - Deus Arrakis (2022) |